# Yugoslavia en los Juegos Paralímpicos de Seúl 1988
Yugoslavia estuvo representada en los Juegos Paralímpicos de Seúl 1988 por un total de 34 deportistas, 30 hombres y cuatro mujeres.

## Medallistas
El equipo paralímpico yugoslavo obtuvo las siguientes medallas:
| Nombre                                                                      | Deporte       | Evento                               |
| --------------------------------------------------------------------------- | ------------- | ------------------------------------ |
| Oro                                                                         |               |                                      |
| Nada Vuksanović                                                             | Atletismo     | Disco B2 femenino                    |
| Nada Vuksanović                                                             | Atletismo     | Peso B2 femenino                     |
| Milka Milinković                                                            | Atletismo     | Peso 4 femenino                      |
| Muhamed Arnautović Miroslav Jančić Adam Kablar Rajko Kopac Dragan Sremcevic | Golbol        | Torneo masculino                     |
| Plata                                                                       |               |                                      |
| Rudolf Kocmut                                                               | Atletismo     | 1500 m C7 masculino                  |
| Danijel Pavlinec                                                            | Natación      | 100 m libre L3 masculino             |
| Svetislav Dimitrijević                                                      | Tenis de mesa | Individual TT7 masculino             |
| Ružica Aleksov                                                              | Tiro          | Pistola de aire de pie LSH2 femenino |
| Bronce                                                                      |               |                                      |
| Refija Okić                                                                 | Atletismo     | 800 m B1 femenino                    |
| Refija Okić                                                                 | Atletismo     | 1500 m B1 femenino                   |
| Slobodan Adžić                                                              | Atletismo     | 400 m A5A7 masculino                 |
| Slobodan Adžić                                                              | Atletismo     | 1500 m A6A8A9L4 masculino            |
| Slobodan Adžić                                                              | Atletismo     | 5000 m A6A8A9L4 masculino            |
| Ante Pehar                                                                  | Atletismo     | Triple salto B2 masculino            |
| Željko Dereta                                                               | Atletismo     | Disco C3 masculino                   |
| Milorad Nikolić                                                             | Atletismo     | Jabalina 1C masculino                |
| Marjan Peternelj                                                            | Atletismo     | Jabalina 3 masculino                 |
| Danijel Pavlinec                                                            | Natación      | 200 m libre L3 masculino             |
| Roko Mikelin                                                                | Natación      | 100 m espalda A7 masculino           |